# Liste der Baudenkmale in Gramzow
Die Liste der Baudenkmale in Gramzow führt alle Baudenkmale der brandenburgischen Gemeinde Gramzow und ihrer Ortsteile auf. Grundlage ist die Landesdenkmalliste mit dem Stand vom 31. Dezember 2020.

## Baudenkmale in den Ortsteilen
In den Spalten befinden sich folgende Informationen:
- ID-Nr.: Die Nummer wird vom Brandenburgischen Landesamt für Denkmalpflege vergeben. Ein Link hinter der Nummer führt zum Eintrag über das Denkmal in der Denkmaldatenbank. In dieser Spalte kann sich zusätzlich das Wort Wikidata befinden, der entsprechende Link führt zu Angaben zu diesem Denkmal bei Wikidata.
- Lage: die Adresse des Denkmales und die geographischen Koordinaten. Link zu einem Kartenansichtstool, um Koordinaten zu setzen. In der Kartenansicht sind Denkmale ohne Koordinaten mit einem roten beziehungsweise orangen Marker dargestellt und können in der Karte gesetzt werden. Denkmale ohne Bild sind mit einem blauen bzw. roten Marker gekennzeichnet, Denkmale mit Bild mit einem grünen beziehungsweise orangen Marker.
- Bezeichnung: Bezeichnung in den offiziellen Listen des Brandenburgischen Landesamtes für Denkmalpflege. Ein Link hinter der Bezeichnung führt zum Wikipedia-Artikel über das Denkmal.
- Beschreibung: die Beschreibung des Denkmales
- Bild: ein Bild des Denkmales und gegebenenfalls einen Link zu weiteren Fotos des Baudenkmals im Medienarchiv Wikimedia Commons

### Gramzow
| ID-Nr.            | Lage                      | Bezeichnung                                                             | Beschreibung | Bild                                                                    |
| ----------------- | ------------------------- | ----------------------------------------------------------------------- | --- | ----------------------------------------------------------------------- |
| 09130065          | Am Markt 1-18 (Lage)      | Marktplatz mit angrenzender Grundstücksbebauung                         | | Marktplatz mit angrenzender Grundstücksbebauung                         |
| 09130064          | Kirchstraße (Lage)        | Gefallenendenkmale                                                      | | Gefallenendenkmale                                                      |
| 09130928          | Kirchstraße 7 (Lage)      | Pfarramt (Superintendentur) mit Wohnhaus, Gemeindesaal und Nebengebäude | | Pfarramt (Superintendentur) mit Wohnhaus, Gemeindesaal und Nebengebäude |
| 09130471          | Kirchstraße 18 (Lage)     | Kirche St. Marien                                                       | | Kirche St. Marien                                                       |
| 09130063          | Klosterberg 16 (Lage)     | Prämonstratenserkloster (Ruine)                                         | Gramzow ist der älteste urkundlich erwähnte Ort in der Uckermark. Das Prämonstratenser-Kloster wurde 1178 vom Herzog Bogislaw von Pommern gestiftet. Mit dem Kloster wird 1235 eine Feldsteinkirche errichtet. Von 1355 bis 1365 erfolgte ein Umbau zur dreischiffigen Backsteinkirche mit Querschiff und Umgangschor. 1536 erfolgte die Auflösung des Klosters.                 | weitere Bilder                                                          |
| 09130062          | Meisterstraße 7 (Lage)    | Wohnhaus                                                                | | Wohnhaus                                                                |
| 09130949 Wikidata | Zehnebecker Straße (Lage) | Getreidespeicher sowie Lade- und Stichgleis                             | Der Speicher in Betonskelettbauweise, wo ab 1954 Getreide lagerte, ist mit seiner nahezu vollständig erhaltenen Technik ein anschauliches Zeugnis der Wirtschaftsgeschichte der DDR und gilt als Symbol für die Kollektivierung der Landwirtschaft. Das Industriedenkmal erhielt 2021 den Brandenburgischen Denkmalpflegepreis sowie 2022 den Deutschen Preis für Denkmalschutz. | weitere Bilder                                                          |
| 09131496          | Zum Kuhsee 2 (Lage)       | Hofanlage, bestehend aus Wohnhaus und zwei Stallgebäuden                | | BW                                                                      |

### Lützlow
| ID-Nr.   | Lage                       | Bezeichnung | Beschreibung | Bild           |
| -------- | -------------------------- | ----------- | ------------ | -------------- |
| 09130091 | Lützlower Straße 74 (Lage) | Kirche      |              | weitere Bilder |

### Meichow
| ID-Nr.   | Lage                    | Bezeichnung                   | Beschreibung | Bild                          |
| -------- | ----------------------- | ----------------------------- | ------------ | ----------------------------- |
| 09130553 | B 198 (Lage)            | Postmeilensäule, bei km 54,07 |              | Postmeilensäule, bei km 54,07 |
| 09130554 | Meichower Straße (Lage) | Kirche                        |              | weitere Bilder                |

### Neumeichow
| ID-Nr.   | Lage                 | Bezeichnung | Beschreibung | Bild     |
| -------- | -------------------- | ----------- | ------------ | -------- |
| 09130093 | Waldstraße 30 (Lage) | Wohnhaus    |              | Wohnhaus |

### Polßen
| ID-Nr.            | Lage                         | Bezeichnung                                                                                                | Beschreibung | Bild           |
| ----------------- | ---------------------------- | --- | --- | -------------- |
| 09130614          | (Lage)                       | Ausstattungsstück aus der Kirche Schmiedeberg (siehe Unterlagen BLDAM)                                     | | BW             |
| 09130585          | Dorfstraße 17, 19, 21 (Lage) | Gutsanlage, bestehend aus Gutshaus, Wirtschaftshof, Gutsverwalterhaus mit älteren Kellergewölben, Gutspark | Das ehemalige Herrenhaus des Gutes befindet sich östlich der Kirche. Das Herrenhaus wurde von 1844 bis 1846 erbaut. Es ist ein zweigeschossiger Bau aus Ziegel. An der nördlichen Seite befindet sich ein Turm. Der Gutspark ist als Landschaftsgarten gestaltet worden. | weitere Bilder |
| 09130584 Wikidata | Dorfstraße 25 (Lage)         | Kirche | Die evangelische Kirche stammt aus der zweiten Hälfte des 13. Jahrhunderts. Es ist ein Feldsteinbau mit einem eingezogenen Rechteckchor und einem Dachturm. Im Inneren befindet sich ein Triumphbogen. Der Kanzelaltar ist aus dem 18. Jahrhundert.                      | weitere Bilder |
| 09130768          | Dorfstraße 27 (Lage)         | Stallgebäude                                                                                               | | BW             |